# Tetrastichus populi
Tetrastichus populi är en stekelart som först beskrevs av Kurdjumov 1913.  Tetrastichus populi ingår i släktet Tetrastichus och familjen finglanssteklar. Inga underarter finns listade i Catalogue of Life.